# Amanda Setton
Amanda Setton (New York, 16 dicembre 1985) è un'attrice statunitense.
Nota soprattutto per il ruolo di Penelope Shafai in Gossip Girl, di Kimberly Andrews in Una vita da vivere e di Brook Lynn Quartermaine in General Hospital.

## Biografia
Cresciuta a Great Neck, New York, frequenta la Great Neck South High School, dove diventa la presidentessa del club teatrale scolastico.
Il suo ruolo più noto è quello di Penelope Shafai nella serie televisiva Gossip Girl che ha interpretato dal 2008 al 2012, tuttavia Amanda Setton ha anche recitato in alcuni ruoli cinematografici, come Sex and the City e Notte brava a Las Vegas. Dal 2009 al 2011 ha interpretato Kimberly Andrews nella soap opera Una vita da vivere. Dal 2019 è Brook Lynn Quartermaine nella soap opera General Hospital.

## Filmografia

### Cinema
- Surrendering Serendipity: A Rock Opera, regia di Joe Kavitski  – cortometraggio (2005)
- Sex and the City, regia di Michael Patrick King (2008)
- Notte brava a Las Vegas (What Happens in Vegas), regia di Tom Vaughan (2008)
- All the World's a Stage, regia di Vaun Monroe (2008)

### Televisione
- Gossip Girl – serie TV, 26 episodi (2008-2012)
- Una vita da vivere (One Life to Live) – serie TV, 73 episodi (2009-2011)
- Mercy – serie TV, 2 episodi (2010)
- Blue Bloods – serie TV, 1 episodio (2011)
- The Mindy Project – serie TV, 22 episodi (2012-2013)
- The Crazy Ones – serie TV, 22 episodi (2013-2014)
- Hawaii Five-0 – serie TV, 5 episodi (2014)
- Beauty and the Beast – serie TV, 1 episodio (2016)
- General Hospital – soap opera (2019-in corso)

## Doppiatrici italiane
Nelle versioni in italiano delle opere in cui ha recitato, Amanda Setton è stato doppiato da:
- Lidia Perrone in Gossip Girl
- Jolanda Granato in The Mindy Project
- Ilaria Latini in The Crazy Ones
- Benedetta Ponticelli in Hawaii Five-0